# Pampa Las Tecas
La pampa Las Tecas es una cuenca endorreica ubicada en la Puna de Atacama de la Región de Antofagasta. Tíene un área de 109 km² encerrada en un perímetro de 59 km con una altura mínima de 4256 m s. n. m., una media de 4472 m s. n. m. y una altura máxima de 5269 m s. n. m.: 43 
Esta cuenca no aparece como independiente en el inventario de cuencas de Chile (correspondería al ítem 024), sino que ha sido identificada como independiente gracias a una nueva delimitación hecha con medios más precisos.: 5 
La pampa Las Tecas limita al oeste con la laguna Tuyajto y con el salar del Laco al este. Al norte limita con el cerro las Tecas (4.747 m s. n. m.) y al sur con los cerros Incahuasi (5.676 m s. n. m.), Casliri (5.233 m s. n. m.) y Lomas de Jeche (4.887 m s. n. m.).: 30 
Su red hidrográfica es disminuida a consecuencia de su pequeña superficie. La componen pequeñas quebradas y arroyos que se sumen en la pampa.: 30 

## Ubicación
La nueva delimitación de las cuencas en la Puna de Atacama elaborada por la Pontificia Universidad Católica de Chile por encargo de la Dirección General de Aguas del Ministerio de Obras Públicas (Chile) ha arrojado una red más fina de cuencas hidrográficas en la zona que la establecida décadas atrás por el inventario de cuencas.